# 五人の野武士
『五人の野武士』（ごにんののぶし）は、日本テレビ系列にて1968年（昭和43年）10月8日から1969年（昭和44年）4月1日まで毎週火曜夜8時からの1時間枠で放映された三船プロ制作のテレビ時代劇。全26話。武田薬品工業の一社提供。

## 概要
三船敏郎のテレビ時代劇初出演作品。
舞台は戦国時代。それぞれの野望を持つ野武士たちが行く先々で出会って事件や戦乱に遭遇、時には反目し、時には力を合わせながら活躍する姿を描いたテレビ時代劇。
番組タイトルにある“五人”が誰を指しているのかは劇中でも曖昧で、それぞれの回に登場するメンバーは固定されておらず、また、必ずしも五人登場しない回もあるなど、顔ぶれも人数も定められていない。最終回では「利南八郎太・伴右近・山中三太夫・甘楽主水介・伊賀良五兵衛」の五人が登場した。
2007年6月にエムスリイエンタテインメントよりDVDが発売された。

## キャスト
- 利南八郎太　…　宝田明（2、4-7、9、11-13、19-26話）
- 伴　右近　…　中山仁（2、3、8、10-11、15、17、18、26話）
- 山中三太夫 … 高橋俊行（1-23、25-26話）※通称・忍びの三太夫
- 甘楽主水介 … 松山省二（1、3-5、7-20、22、26話）
- 伊賀良五兵衛 … 人見明（1-26話）
- 四方弁之進 … 堺左千夫（1-3、10、24話）
- 山猫の甚太 … 大泉滉（4話）※出演1回のみのゲスト野武士
- 四方木孫兵衛 … 谷村昌彦（5話）※出演1回のみのゲスト野武士
- 荒馬大之進 … 溝井哲夫（6話）※出演1回のみのゲスト野武士
- 新見新八郎 … 田村正和（10、14、16話）
- 船山次郎義景 … 三船敏郎（1、2、14、15、17、26話）

## スタッフ
- 監修: 稲垣浩
- 製作: 小糸章淳、渡辺信彦
- 脚本: 松浦健郎、笠原良三、藤木弓、川西正純、高岩肇、宮川一郎、岡本喜八、白坂依志夫、広沢栄、石松愛弘、津田幸夫、馬渕薫、八住利雄、久世竜
- 監督: 内出好吉、西山正輝、萩原遼、丸輝夫、山田達雄、田中寿一
- 撮影: 清水敬之、竹野治夫、斉藤孝雄、村野信明
- 照明: 秋池深仁、高島利雄、佐藤幸郎
- 美術: 伊東正靖、植田寛
- 録音: 市川正道、島田三郎、藤縄正一
- 音楽: 津島利章
- 編集: 相良久
- 助監督: 安井治、中野弘也
- 効果: 知久長、西本定正、柳沼延之
- 記録: 鈴木安津子、亀倉正子、新沼恵子、岡本貴三子
- 製作担当: 山崎英一
- 装置: 三船プロ
- 装飾: 高津映画装飾
- 衣裳: 京都衣裳
- 美粧: 山田屋
- 現像: キヌタ・ラボラトリー
- 録音: トリッセン・スタジオ
- 語り手: 舛方勝宏
- 殺陣: 久世竜、三船プロ七曜会、山口博義
- 振付: 西川鯉男
- 制作: 三船プロ、日本テレビ
- 協力: 東宝

## 放映リスト
| 放送日     | 話数 | サブタイトル         | 登場野武士                                | ゲスト | スタッフ                          |
| ---------- | ---- | -------------------- | ----------------------------------------- | --- | --------------------------------- |
| 1968/10/8  | 1    | 帰って来た剣豪       | 次郎義景 三太夫 主水介 五兵衛 弁之進      | 高橋幸治、佐野周二、佐々木愛、清水元、玉川伊佐男、北竜二、 遠藤慎子、鈴木昭生、斉藤三勇、加藤忠、八木貞男、田中浩、 浅川孝二                                                            | 脚本-笠原良三 監督-萩原遼         |
| 1968/10/15 | 2    | 剣豪 暁の対決        | 次郎義景 八郎太 右近 三太夫 五兵衛 弁之進 | 加藤武、露口茂、沢井桂子、万里昌代、若松和子、田島義文、 増田順司、氏家慎子、小栗一也、保科三良、里木左甫良、 真弓田一夫、利根司郎、田原久子、石島房太郎、山口博義、 木村博人、浅川孝二 | 脚本- 笠原良三 高岩肇 監督-萩原遼 |
| 1968/10/22 | 3    | 女をつれて地獄へ行け | 右近 三太夫 主水介 五兵衛 弁之進          | 沢村貞子、清水まゆみ、山田真二、川合伸旺、稲吉靖、山本廉、 松本朝夫、香川良介、楠侑子、中村是好、山口博義、木村博人、 浅川孝二                                                          | 脚本-白坂依志夫 監督-内出好吉     |
| 1968/10/29 | 4    | 隠し砦の決闘         | 八郎太 三太夫 主水介 五兵衛 甚太          | 吉村実子、戸浦六宏、戸上城太郎、今井健二、石井宏明、進千賀子、 田中浩、木村博人、浅川孝二、山口博義、七重美也子、比嘉照子、 藤代容子、渡辺白洋児、伊達正三郎、柿木香二、新井勇          | 脚本-松浦健郎 監督-山田達雄       |
| 1968/11/5  | 5    | おん大将のおん首     | 八郎太 三太夫 主水介 五兵衛 孫兵衛        | 三津田健、小川真由美、高原駿雄、川辺久造、飯沼慧、小瀬格、 古賀浩二、小関一、坂部文昭、鵜沢秀行、若杉幸司、青砥洋                                                                       | 脚本-広沢栄 監督-萩原遼           |
| 1968/11/12 | 6    | 地獄谷の美女         | 八郎太 三太夫 五兵衛 大之進               | 安部徹、藤本三重子、新井茂子、近藤宏、富田仲次郎、児玉謙次、 益富信孝、高木二朗、宗近晴見、田村保、若宮隆二、小池栄、 柚木れい子、平賀あさ子、豊原公子                                  | 脚本-松浦健郎 監督-内出好吉       |
| 1968/11/19 | 7    | 誇り高き男たち       | 八郎太 三太夫 主水介 五兵衛               | 太田博之、梓英子、野口元夫、幸田宗丸、細川俊夫、市村昌治、 寺島信子、坂倉春江、松尾文人、藤田千賀子、池田勝美、田川恒夫、 小倉雄三                                                      | 脚本-石松愛弘 監督-西山正輝       |
| 1968/11/26 | 8    | 戦乱に咲く           | 右近 三太夫 主水介 五兵衛                 | 大友柳太朗、香山美子、御影京子、小堀明男、滝川潤、里木左甫良、 小高まさる、森田昌宏、田中浩、賀川昇一、畠山麦                                                                           | 脚本-津田幸夫 監督-山田達雄       |
| 1968/12/3  | 9    | 忍法”忍び返し”       | 八郎太 三太夫 主水介 五兵衛               | 柳永二郎、竜崎一郎、桂麻紀、北川美佳、神田隆、吉田義夫、 伊吹吾郎、浅川孝二、柿木香二、山口博義                                                                                         | 脚本-馬渕薫 監督-内出好吉         |
| 1968/12/10 | 10   | 狼火は砦にあがる     | 右近 新八郎 三太夫 主水介 五兵衛 弁之進   | 岡田英次、嘉手納清美、武藤英司、館敬介、佐藤京一、津野哲郎、 石山克巳 | 脚本-宮川一郎 監督-内出好吉       |
| 1968/12/17 | 11   | 少年ゲンと野武士     | 八郎太 右近 三太夫 主水介 五兵衛          | 中原早苗、渥美国泰、保積ぺぺ、徳大寺伸、明星雅子、沢村宗之助、 岩上瑛、熊野隆司、池田生二、吉呑文雄、渥美博                                                                             | 脚本-宮川一郎 監督-西山正輝       |
| 1968/12/24 | 12   | 十三人の盗賊         | 八郎太 三太夫 主水介 五兵衛               | 渡辺文雄、鮎川いづみ、藤岡重慶、江見俊太郎、大前均、杉義一、 佐田豊、今村源兵、依田英助、岡口利成                                                                                       | 脚本-藤木弓 監督-萩原遼           |
| 1968/12/31 | 13   | 赤い砦の狼           | 八郎太 三太夫 主水介 五兵衛               | 葉山葉子、宇佐見淳也、山本麟一、小林重四郎、轟謙二、松本染升、 福山象三、田中浩、宮田羊容、田中賎男、浅川孝二、布地由起江、 田中筆子、原鉄、渥美博                                      | 脚本-川西正純 監督-西山正輝       |
| 1969/1/7   | 14   | 血闘 虎谷の関        | 次郎義景 新八郎 三太夫 主水介 五兵衛      | 内田良平、加茂さくら、瞳麗子、明智十三郎、金井大、里井茂、 永井柳太郎、桜京美、水島真哉、米地政美、島田彰、野本礼三、 大町章二郎、増岡弘、三由茂、市川夏江、松尾文人、永谷悟一          | 脚本-高岩肇 監督-内出好吉         |
| 1969/1/14  | 15   | 剣豪 故郷へ行く      | 次郎義景 右近 三太夫 主水介 五兵衛        | 大原麗子、城野ゆき、南広、佐竹明夫、高城淳一、三田登喜子、 明石潮、山路義人、武石昇三、井上正彦、加地健太郎、藤木正、 鈴木靖久、田中浩、木村博人、山口博義                              | 脚本-笠原良三 監督-内出好吉       |
| 1969/1/21  | 16   | 野望に賭ける         | 新八郎 三太夫 主水介 五兵衛               | 土屋嘉男、市川中車、田崎潤、土田早苗、天路圭子、毛利幸子、 高橋葉子、田中浩、柿木香二                                                                                                   | 脚本-松浦健郎 監督-丸輝夫         |
| 1969/1/28  | 17   | 群狼                 | 次郎義景 右近 三太夫 主水介 五兵衛        | 中村米吉、瀬良明、長島丸子、北九州男、高原とり子、橋本仙三、 岡田剛一、小池泰光、田中浩、木村博人、浅川孝二、山口博義、 石井紘一、黒崎美枝子                                            | 脚本-岡本喜八 監督-西山正輝       |
| 1969/2/4   | 18   | 剣だけが知っていた   | 右近 三太夫 主水介 五兵衛                 | 真屋順子、平田昭彦、北條きく子、市村昌治、宮内偉雄、 小笠原章二郎 | 脚本-川西正純 監督-内出好吉       |
| 1969/2/11  | 19   | 決闘 妻恋峠          | 八郎太 三太夫 主水介 五兵衛               | 野添ひとみ、金内吉男、浜田寅彦、長慶子、高野通子、高野真二、 尾形伸之介、権藤幸彦、近藤高子、堀真奈美、岩本好恵                                                                         | 脚本-八住利雄 監督-内出好吉       |
| 1969/2/18  | 20   | 夕姫をめぐる男たち   | 八郎太 三太夫 主水介 五兵衛               | ジュディ・オング、名古屋章、高橋紀子、水原英子、潮万太郎、 花ノ本寿、高木均、渡辺篤、鶴賀二郎、巽治郎                                                                                   | 脚本-川西正純 監督-西山正輝       |
| 1969/2/25  | 21   | 人には人の夢がある   | 八郎太 三太夫 五兵衛                      | 砂塚秀夫、浦辺粂子、二本柳敏恵、香川良介、金井由美、田島義文、 田浦正巳、岡譲司、磯野秋雄、立川雄三、春江ふかみ、佐藤功一、 松井功、鹿島邦義                                            | 脚本-藤木弓 監督-西山正輝         |
| 1969/3/4   | 22   | 陰謀                 | 八郎太 三太夫 主水介 五兵衛               | 久保明、名和宏、磯野洋子、三原有美子、加賀邦男、地井武男、 伊藤久哉、田中浩、三木弘子、山口博義、吉頂寺晃、石山克巳、 川野耕司、北九州男、石川冷、津野哲郎、木村博人、浅川孝二          | 脚本-松浦健郎 監督-内出好吉       |
| 1969/3/11  | 23   | 忍者の砦             | 八郎太 三太夫 五兵衛                      | 生田悦子、岸旗江、荒木保夫、高木二朗、田中浩、浅川孝二、 木村博人 | 脚本-久世竜 監督-丸輝夫           |
| 1969/3/18  | 24   | 黄金                 | 八郎太 五兵衛 弁之進                      | 中谷一郎、北川めぐみ、加藤嘉、吉田義夫、伊沢一郎、根岸一正、 沢登護、久野征四郎、中山豊                                                                                                 | 脚本-岡本喜八 監督-田中寿一       |
| 1969/3/25  | 25   | 礫打ち               | 八郎太 三太夫 五兵衛                      | 夏八木勲、沢井桂子、須賀不二男、松本克平、向井淳一郎、山本廉、 紙京子、筈見純、宇留木康二、宮内偉雄、権藤幸彦、山口博義                                                                 | 脚本-藤木弓 監督-丸輝夫           |
| 1969/4/1   | 26   | 天下を蹴る           | 次郎義景 八郎太 右近 三太夫 主水介 五兵衛 | 東千代之介、日色ともゑ、御木本伸介、中村まなぶ、明智十三郎、 見明凡太郎、夏川大二郎、戸上城太郎、田中浩、笠達也、木村博人、 三山登士、沢田清、山口博義、浅川孝二、柿木香二              | 脚本-松浦健郎 監督-内出好吉       |